# Familia Holguín
Los Holguín, Holgín u Olguín (formas poco comunes) son una de las familias más importantes y famosas de Colombia considerada como parte de la elite republicana colombiana, con presencia en otros países como Ecuador, Perú, Bolivia y Cuba (donde hay dos toponimios).
Entre sus numerosos miembros destacan dos expresidentes del país, políticos, empresarios, escritores, artistas y un sinnúmero de miembros del diversos gobiernos colombianos, tales como ministros, embajadores, alcaldes, gobernadores, congresistas, etc. 
Históricamente la familia también está relacionada con el servicio diplomático y consular. Otros de sus miembros han sido cónyuges de políticos que han alcanzado la presidencia del paísː Así, se cuentan hasta el momento con 6 presidentes del país que son miembros de la familia o están relacionados con ella por afinidad.

## Historia

### Heráldica
"Campo de oro, tres flores de liz de azur puestas en barra. Moviente, una cabeza de sierpe en el ángulo diestro y otra en el siniestro". (El escudo de la rama Holguín tiene fondo amarillo, con tres flores de liz azules en el centro, en las esquinas superior e inferior centrales hay una cabeza de serpiente abriendo la boca).
Los Olguín, (sin la "h"), tiene la heráldica asíː "no lleva las lises en barra, sino dispuestas 1 arriba y 2 abajo".

### Genealogía

#### Rama colombiana
El centro de poder de la rama colombiana es la ciudad de Cali, y el departamento del Valle del Cauca. La familia tiene sus orígenes en Extremadura y Granada, ambos en España.El ancestro más lejando de los Holguín en tierras americanas fue Nicolás Martín Holguín, compañero de armas del conquistador Sebastián de Belarcázar, fundador de la ciudad de Popayán. También otros exploradores españoles llevaban éste apellido.
Sus conexiones con otras familias de la región, como los Lloreda, los Caicedo, los Borrero y en antaño con los Mosquera, los Mallarino, los Pombo y los Arboleda, los ha convertido en una de las familias más importantes del Valle del Cauca y de las más influyentes de la historia de Colombia. y. luego, sus descendientes, desde Nóvita, lograron integrarse con los cerrados círculos sociales de la aristocracia criolla santafereña durante el virreinato de la Nueva Granada, estructuradas ya establecidas desde la colonia.
- Nicolás Martín Holguín
- Juan Holguín Pantoja
- Vicente Holguín Sánchez (1788-1864)ː Cuñado del político conservador Manuel María Mallarino, y padre de Carlos y Jorge Holguín Mallarino.
- Carlos Holguín Mallarino (1832-1894): Político y diplomático colombiano. Presidente de Colombia entre 1888 y 1892, por el conservatismo. Padre de Hernando, Margarita, Álvaro y Clemencia Holguín y Caro.

- Jorge Holguín Mallarino (1848-1928): Político, empresario y diplomático. Presidente de Colombia de 1909 y entre 1921 y 1922. Se casó con Cecilia Arboleda Mosquera, hija del político Julio Arboleda Pombo y sobrina del poeta Sergio Arboleda Pombo.
- Hernando Holguín Caro (1871-1921): Escritor y diplomático colombiano. Padre de Andrés y Carlos Holguín Holguín.
- Arcesio Aragón Holguín (1872-1956)ː Escritor e historiador colombiano.
- Margarita Holguín Caro (1875-1959): Pintora colombiana. Hija de Carlos Holguín y Margarita Caro.
- Guillermo Uribe Holguín (1880-1917): Músico y compositor clásico colombiano; creador de la Orquesta Sinfónica Nacional de Colombia. Sobrino de Jorge y Carlos Holguín Mallarino.
- Clemencia Holguín Caro (de Urdaneta) (1894-1990): Primera dama de Colombia, por haber estado casada con el político conservador Roberto Urdaneta Arbeláez, presidente de Colombia entre 1951 a 1953.
- Álvaro Holguín Caro (1898-1973): Diplomático, empresario, periodista y político colombiano. Hijo de Carlos Holguín y hermano de Hernando y Margarita Holguín.
- Juan Uribe Holguín (1903-1983): Diplomático colombiano. Ministro de Relaciones Exteriores de Urdaneta, famoso por el caso de Archipiélago de los Monjes. Sobrino de Guillermo Uribe Holguín.
- Carlos Holguín Holguín (1912-1998)ː Diplomático y abogado colombiano. Rector de la Universidad del Rosario.
- Andrés Holguín Holguín (1918-1989): Escritor y abogado colombiano; 7° registrador de Colombia.
- Carlos Albán Holguín (1930-1995)ː Diplomático colombiano.
- Germán Holguín Zamorano (1939-2019): Empresario colombiano.
- Álvaro Correa Holguín (?)ː Empresario colombiano, accionista del grupo Mayagüez. Sobrino bisnieto de Carlos y Jorge Holguín, y padre de la política Susana Correa Borrero.
- Carlos Holguín Sardi (n. 1940): Político colombiano; alcalde de Cali (1970-1973) y gobernador del Valle del Cauca (1976-1978; 1992-1994).
- Luis Caballero Holguín (1943-1995)ː Pintor colombiano. Hijo de Eduardo Caballero Calderón y hermano de Antonio y Beatriz Caballero Holguín.
- Antonio Caballero Holguín (1945-2021)ː Escritor, periodista y caricaturista colombiano.
- Beatriz Caballero Holguín (1948)ː Artista colombiana.
- Jorge Holguín Uribe (1953-1989): Matemático y artista suizo.
- Roberto Pombo Holguín (n. 1956)ː Periodista colombiano.
- Ángela Montoya Holguín (n. 1957)ː Diplomática colombiana. Bisnieta de Jorge Holguín.
- María Elvira Pombo Holguín (n. 1960)ː Diplomática colombiana.
- María Ángela Holguín Cuéllar (n. 1963): Diplomática colombiana y Ministra de Relaciones Exteriores durante la administración del Presidente Juan Manuel Santos.
- Carlos José Holguín ()ː Político colombiano, candidato a la alcaldía de Cali en 2020, la cual perdió contra Jorge Iván Ospina.
- Paola Holguín Moreno (n. 1973)ː Política colombiana; congresista por el partido Centro Democrático.
- David Holguín Sepúlveda (n. 1986)ː Futbolista colombiano.

##### Presidentes de Colombia
| Imagen                  | Información                                                                             | Inicio                 | Final                   |
| ----------------------- | --------------------------------------------------------------------------------------- | ---------------------- | ----------------------- |
|                         | Procurador Froilán Largacha Hurtado (1823-1892) Yerno de Eusebia Holguín López          | 10 de febrero de 1863  | 14 de mayo de 1863      |
|                         | Designado Manuel María Mallarino Ibargüen (1808-1872) Cuñado de Vicente Holguín Sánchez | 1 de abril de 1855     | 1 de abril de 1857      |
|                         | Carlos Holguín Mallarino(1832-1894)                                                     | 7 de agosto de 1888    | 7 de agosto de 1892     |
|                         | Miguel Antonio Caro Tobar(1843-1909) Cuñado de Carlos Holguín                           | 7 de agosto de 1892    | 7 de agosto de 1898     |
|                         | Jorge Holguín Mallarino (1848-1928)                                                     | 9 de junio de 1909 (d) | 3 de agosto de 1909 (d) |
| 11 de noviembre de 1921 | Jorge Holguín Mallarino (1848-1928)                                                     | 7 de agosto de 1922    |                         |
|                         | Roberto Urdaneta Arbeláez(1890-1972) Casado con Clemencia Holguín Caro                  | 5 de noviembre de 1951 | 13 de junio de 1953     |

#### Rama ecuatoriana
Uno de los hermanos del hacendado colombiano Vicente Holguín, el militar colombiano José Ignacio Holguín Sánchez, se estableció en Ecuador, donde inició la línea actual.
- José Ignacio Holguín Sánchez (1798-1874)ː Militar colombiano, participante de la guerra de Independencia en Ecuador como oficial al servicio de Simón Bolívar;[6][7] hermano de Vicente Holguín Sánchez.
- Luis Alfredo Martínez Holguín (1869-1909)ː Escritor, político y artista ecuatoriano.
- Francisco José Urrutia Holguín (1910-1981)ː Diplomático colombo-ecuatoriano. Hijo del diplompático colombiano Francisco Urrutia Olano, y nieto de los colombianos Jorge Holguín y Cecilia Arboleda.
- Juan Larrea Holguín (1927-2006)ː Sacerdote católico argentino de ascendencia ecuatoriana; Obispo castrense de Ecuador y 3° Arzobispo de Guayaquil.
- Marcela Priscila Holguín Naranjo (n. 1973)ː Periodista y política ecuatoriana; Vicepresidenta de la Asamblea Nacional de Ecuador desde 2022.
- Juan Carlos Holguín Maldonado (n. 1983)ː Político ecuatoriano; Canciller de Ecuador desde 2022.

## Toponimia
- Provincia de Holguínː Una de las 15 provincias de la actual Cuba.
- Holguínː Capital de la provincia homónima
- Universidad de Holguínː Institución de educación superior, ubicada en el municipio cubano homónimo.

## Otros usos
- Holguín (club de fútbol)